# Judy Cornwell
Judy Valerie Cornwell (Hammersmith (Londen), 22 februari 1940) is een Engels actrice en schrijfster.

## Loopbaan
Cornwell maakte haar televisiedebuut in 1960, in een aflevering van Dixon of Dock Green. In 1961 speelde ze vijfmaal mee in de dramaserie The Younger Generation. Het jaar daarop kreeg ze voor het eerst een vaste rol in de zesdelige BBC-serie The River Flows East. In hetzelfde jaar had ze een gastrol in de serie Out of This World. 
In 1965 speelde ze haar eerste filmrol. Ze speelde een zuster in Dr. Terror's House of Horrors. Ze bleef rollen spelen in films en gastrollen in televisieseries, en in 1974 weer een vaste rol in het twaalfdelige komedie-drama Moody and Pegg. In 1983 trad ze op in de tiendelige BBC-serie Fair Ground!. Datzelfde jaar speelde ze ook in de miniserie over Jane Eyre.
1985 was het jaar van de zevendelige comedyserie There Comes a Time, waarin ze samenspeelde met Andrew Sachs, bekend als Manuel uit Fawlty Towers. Ze speelde in die tijd gastrollen in series als Boon, Doctor Who en Bergerac. 
Cornwell werd het meest bekend door haar rol als Daisy in Keeping Up Appearances (in Nederland uitgezonden als Schone Schijn). Daisy was in de serie getrouwd met sloddervos Onslow. Tot 2005 bleef ze optreden in films en gastrollen spelen in televisieseries. Ook heeft ze radiowerk gedaan. Tegenwoordig is ze af en toe te zien als Queenie in de dramaserie EastEnders.

## Persoonlijk leven
Sinds 1960 is Cornwell getrouwd met John Kelsall Parry, ze kregen één kind. Ze schreef ook enkele boeken. Ze is gefascineerd door mythologie en verwerkt dat ook in haar boeken.

## Filmografie
- Doctors televisieserie - Agatha Dalrymple (Afl., Dem Bones, 2009)
- EastEnders televisieserie - Queenie (8 afl., 2007-2008)
- Doctors televisieserie - Rol onbekend (Afl., Whose Party Is It Anyway?, 2005)
- The Royal televisieserie - Martha Hooke (Afl., Doing the Rounds, 2003)
- The Mayor of Casterbridge (televisiefilm, 2003) - Moeder Cuxsom
- David Copperfield (televisiefilm, 2000) - Peggotty
- The Wrong Side of the Rainbow televisieserie - Rol onbekend (2000-2001)
- Mary, Mother of Jesus (televisiefilm, 1999) - Innkeeper's wife
- Heartbeat televisieserie - Isabelle Sheba Christie (Afl., Shotgun Wedding, 1999)
- Mad Cows (1999) - Maddy's moeder
- Midsomer Murders televisieserie - May Cuttle (Afl., Death in Disguise, 1999)
- The Bill televisieserie - Brenda (Afl., S.A.D., 1998)
- The Life and Crimes of William Palmer (televisiefilm, 1998) - Mrs. Palmer
- The Student Prince (televisiefilm, 1997) - Mrs. Quigley
- The Famous Five televisieserie - Mrs. Baker (Afl., Five on a Hike Together, 1997)
- The Memoirs of Hyacinth Bucket (televisiefilm, 1997) - Daisy
- The Wind in the Willows (televisiefilm, 1995) - Barge woman (Voice-over)
- Keeping Up Appearances televisieserie - Daisy (43 afl., 1990-1995)
- Persuasion (1995) - Mrs. Musgrove
- The Mirror Crack'd (televisiefilm, 1992) - Heather Badcock
- Nice Town (Mini-serie, 1992) - Aunt Peggy
- Van der Valk televisieserie - Harriet Kuyper (Afl., Doctor Hoffmann's Children, 1991)
- Boon televisieserie - Hoofdzuster (Afl., Sickness and Health, 1989)
- Cry Freedom (1987) - Receptioniste
- Doctor Who televisieserie - Maddy (Afl., Paradise Towers: Part 1, 1987)
- Lord Peter Wimsey (televisiefilm, 1987) - Miss Booth
- Rumpole of the Bailey televisieserie - Rosemary Tuttle (Afl., Rumpole and the Official Secret, 1987)
- Bergerac televisieserie - Belle Young (Afl., The Memory Man, 1987)
- Dramarama televisieserie - Rol onbekend (Afl., Play Acting, 1986)
- The December Rose (Mini-serie, 1986) - Mrs. McDipper
- Santa Claus (1985) - Anya Claus
- Kisses on the Bottom (televisiefilm, 1985) - Vera's Mother
- There Comes a Time televisieserie - Vanessa James (7 afl., 1985)
- Dramarama televisieserie - Mighty Mum (Afl., Mighty Mum and the Petnappers, 1983)
- Good Behaviour (televisiefilm, 1983) - Mrs. Brock
- Jane Eyre (Mini-serie, 1983) - Mrs. Reed
- Fair Ground! televisieserie - Jean Watson (10 afl., 1983)
- Devil's Lieutenant (televisiefilm, 1983) - Rose von Siebert
- The Good Companions (televisieserie, 1980) - Elizabeth Trant
- Cribb televisieserie - Miss Crush (Afl., A Case of Spirits, 1980)
- The Mill on the Floss (Mini-serie, 1978) - Bessy Tulliver
- Supernatural televisieserie - Margaret (Afl., Viktoria, 1977)
- Cakes and Ale (Mini-serie, 1974) - Rosie
- Moody and Pegg] televisieserie - Daphne Pegg (Afl. onbekend, 1974)
- Itv Playhouse televisieserie - Joyce (Afl., Ruffian on the Stairs, 1973)
- Man of Straw (Mini-serie, 1972) - Guste Daimchen
- Whoever Slew Auntie Roo? (1971) - Clarine
- Every Home Should Have One (1970) - Liz Brown
- Wuthering Heights (1970) - Nellie
- Paddy (1970) - Breeda
- Country Dance (1970) - Rosie
- Boy Meets Girl televisieserie - Samantha (Afl., One, Two, Sky's Blue, 1969)
- Can Hieronymus Merkin Ever Forget Mercy Humppe and Find True Happiness? (1969) - Filigree Fondle
- Infidelity Took Place (televisiefilm, 1968) - Molly Panett
- The Wednesday Play televisieserie - Molly Panett (Afl., Infidelity Took Place, 1968)
- The Wild Racers (1968) - Pippy
- Armchair Theatre televisieserie - Audrey (Afl., The Wind in a Tall Paper Chimney, 1968)
- Cry Wolf (1968) - Stella
- Rocket to the Moon (1967) - Electra
- Armchair Theatre televisieserie - Miss Smith (Afl., Call Me Daddy, 1967)
- Two for the Road (1967) - Pat
- Thirty-Minute Theatre televisieserie - Rol onbekend (Afl., Go Tell It on Table Mountain, 1967)
- Dr. Terror's House of Horrors (1965) - Zuster
- The River Flows East televisieserie - Susan Melford (6 afl., 1962)
- Out of This World televisieserie - Butch (Afl., Pictures Don't Lie, 1962)
- The Younger Generation televisieserie - Irene (Afl., Sucker, 1961)
- The Younger Generation televisieserie - Rita Churton (Afl., Josie, 1961)
- The Younger Generation televisieserie - Ruby (Afl., The Mating Age, 1961)
- The Younger Generation televisieserie - Joy (Afl., Flow Gently Sweet Afton, 1961)
- The Younger Generation televisieserie - Sophie (Afl., The Rabbit Set, 1961)
- Dixon of Dock Green televisieserie - Iris Pettigrew (Afl., Mr. Pettigrew's Bowler, 1960)

- Bibsys: 9069300
- Biblioteca Nacional de España: XX1515296
- Bibliothèque nationale de France: cb16908869n (data)
- Gemeinsame Normdatei: 130607835
- International Standard Name Identifier: 0000 0001 1499 5318
- Library of Congress Control Number: no2003033441
- MusicBrainz: 7b638264-8f9d-4757-994e-aec028251e12
- Nationale bibliotheek van Australië: 35053660
- Nationale Bibliotheek van Israël: 987007447296005171
- Nederlandse Thesaurus van Auteursnamen: 073984078
- Trove: 813007
- Virtual International Authority File: 162559808
- WorldCat: E39PBJyRwJ8J938BCmQk8gY3wC